# Bosman Browar Szczecin
Browar Bosman – browar w Szczecinie wchodzący w skład grupy piwowarskiej Carlsberg Polska SA.

## Historia
Po przejęciu budynków i wyposażenia browaru Bohrisch Brauerei AG przez władze polskie 24 października 1945, straty oszacowano na 35% a sam browar znalazł się pod zarządem Centralnego Zarządu Przemysłu Fermentacyjnego w Bydgoszczy pod nazwą Państwowe Browary w Szczecinie. W skład przedsiębiorstwa wchodziły dawny browar Bohrisch, prawie całkowicie zniszczony browar Bergschloß i browar Elysium. Produkcję wznowiono 12 stycznia 1946, kiedy uwarzono pierwszą po wojnie warkę lekkiego piwa o zawartości ekstraktu 8,3%. Do końca miesiąca w browarze uwarzono łącznie 20 hl piwa. Produkcja do końca roku wyniosła 20 tys. hl. W lipcu 1951 browar znalazł się w nowo utworzonych Szczecińskich Zakładach Piwowarsko-Słodowniczych, a kilka lat później warzono na Pomorzanach już 200 tys. hl piwa rocznie. Pomiędzy rokiem 1960 a 1969 szczecińskie piwo było eksportowane do krajów bloku wschodniego. Produkowane tutaj Piwo Bałtyckie zostało nagrodzone w 1964 na targach w Poznaniu oraz wystawie piwnej w Paryżu. Dzięki umowie z Baltoną piwo to trafiało również na polskie statki. Pod koniec lat 80. roczna produkcja browaru przekroczyła poziom 300 tys. hl.
W 1974 roku rozpoczęto budowę Wytwórni Pepsi-Coli, którą uruchomiono 7 lipca 1975 roku. Był to jeden z dwóch zakładów w kraju (obok Polmosu Kraków), który rozpoczął franczyzową produkcję tego napoju.

## Współczesność
W 1992 przedsiębiorstwo państwowe zostało przekształcone w jednoosobową spółkę skarbu państwa Bosman Browar Szczecin SA W spółkę zainwestowała niemiecka grupa producentów piwa Bitburger Brauerei. Od 2001 browar stał się częścią grupy Carlsberg Okocim S.A. (przemianowana w 2004 na Carlsberg Polska). 29 grudnia 2005 browar ustanowił rekord rocznej produkcji piwa na poziomie 1 mln hl.

## Produkowane marki piwa
- Bosman Full – piwo jasne pełne typu lager, alk. 5,7% obj., ekstr. 12,0% wag.

W październiku 2008 piwo zdobyło złoty medal na Otwartym Konkursie Piw w Krakowie organizowanym przez magazyn branżowy Agro Przemysł
- Bosman Specjal – piwo jasne pełne typu strong lager, alk. 6,6% obj., ekstr. 14,0% wag.
- Bosman niepasteryzowany – piwo jasne pełne, niepasteryzowane
- Volt – marka piwa produkowana przez Bosman Browar Szczecin S.A. należący do grupy piwowarskiej Carlsberg Polska, dystrybuowane na terenie całego kraju.

### Historia marki piwa
Pierwszym piwem tej marki było Volt Original. Zostało wprowadzone na rynek Polski w 1999 roku. Jego wygląd przypominał baterię. W 2000 roku sprzedaż piwa sięgnęła 325 tys. hl co stanowiło 1,5% rynku piwa w Polsce. W 2002 roku firma wypuściła na rynek nowa markę Volt Strong – piwo mocne o lekko słodkawym smaku przypominającym Warkę Strong. Głównym regionem sprzedaży tej marki jest
północna część Polski.
Marcin Kosiorowski za stworzenie oryginalnego wyglądu opakowania piwa otrzymał w latach 1999-2000 nagrody Złotego Orła, EPICA, EDA i Creativity 29. Innym produktem szczecińskiego browaru o podobnej nazwie jest Bosman Volt.
Piwo produkowane jest w dwóch rodzajach:
- Volt Original – z gatunku lager piwo stołowe

zaw. alk. 4,5% obj.

ekstrakt 9,4% wag.

rozlewany do 0,5 l puszek
- Volt Strong – z gatunku lager jasne pełne, pasteryzowane, zawiera m.in. słód jęczmienny

zaw. alk. 6,3% obj.

ekstrakt 13,5% wag.

rozlewany do 0,5 l puszek

## Bosmani sport
- drużyna Bosman Morze Szczecin w 1998 zajęła 2. miejsce w Mistrzostwach Polski w Siatkówce Mężczyzn
- 2003: Bosman był jednym z głównych sponsorów regat wielkich żaglowców w Gdyni – Cutty Sark Tall Ships' Races oraz w 2007 w Szczecinie finału The Tall Ships' Races
- od 2004 Bosman Browar Szczecin SA jest sponsorem głównym klubu piłkarskiego MKS Pogoń Szczecin.
- spółka sponsoruje także futsalową Pogoń 04 Szczecin